# Shizhong (Neijiang)
Shizhong (en chino, 市中; pinyin, Shìzhōng (escuchar)ⓘ) es un distrito urbano bajo la administración directa de la ciudad-prefectura de Neijiang. Se ubica en la provincia de Sichuan, centro-sur de la República Popular China. Su área es de 386 km² y su población total para 2010 superó los 500 mil habitantes. 
Como su nombre lo indica, Shizhong «Distrito Centro»,  es el centro político, económico y cultural de Neijiang. Situado en el tramo medio entre Chongqing y Chengdu, se le conoce como el "Centro Neurálgico de Sichuan" y la "Garganta del Sur de Sichuan". Se encuentra en la parte centro-sur de la región montañosa de Sichuan, en la margen derecha del curso medio e inferior del río Tuo.

## Administración
El distrito de Shizhong se divide en 20 pueblos que se administran en 6 subdistritos, 8 poblados y 6 villas.